# Expedición antártica Byrd
La expedición antártica Byrd o primera expedición antártica de Byrd (1928-1930) fue la primera expedición antártica dirigida por el aviador y explorador estadounidense Richard Evelyn Byrd. En el marco de esta expedición se llevó a cabo el primer vuelo sobre el Polo Sur.

## Historia
En diciembre de 1928 las naves de la expedición, la City of New York y la Eleanor Bolling, atracaron en la Barrera de Hielo de Ross. Habiendo alcanzado la estación Little América, al sur de la Bahía de las Ballenas, la expedición pasó allí el duro invierno de 1929. La expedición de Byrd fue la segunda expedición (tras la de Hubert Wilkins) en hacer uso de aeronaves en la Antártida. De este modo se han podido cubrir grandes extensiones del continente en torno a la Barrera de Hielo y, por consiguiente, ser explorados y cartografiados en poco tiempo. Entre otros, se han descubierto por este novedoso y arriesgado método la cordillera Rockefeller y la Tierra de Marie Byrd (nombrada en honor de la mujer de Byrd).
El 29 de noviembre de 1929 se llevó a cabo el primer vuelo sobre el Polo Sur con el trimotor de transporte Floyd Bennett. A bordo estaban Byrd, Bernt Balchen, Harold June y Ashley McKinley, siendo por tanto los primeros hombres en alcanzar el Polo Sur.
En febrero de 1930 la expedición finalizó su exploración y volvió a su puerto de salida en Estados Unidos.

## Naves y equipos

### Navíos
- City of New York: El buque insignia de Byrd, anteriormente un buque de caza de focas noruego con el nombre de Samson, que ganó cierta notoriedad gracias a la sospecha de haber sido uno de los barcos próximos al RMS Titanic cuando este se estaba hundiendo.[4]
- Eleanor Bolling: Nombrado en honor a la madre de Byrd, había sido un retirado cañonero de propulsión a vapor construido en Middleborough (Inglaterra) para el almirantazgo británico, con el nombre Kilmarnock,[5] y vendido en 1920 a una empresa privada, bautizado con el nombre de Chelsea. Byrd adquirió el Chelsea a un "precio de ganga" después de que este fuera confiscado por las autoridades estadounidenses por estar implicado en el contrabando de licor, y posteriormente puesto a la venta.[4]

Las diferencias entre ambas naves eran notables. La nave capitana City of New York era un navío diseñado especialmente para la caza de focas en latitudes frías, con casco de madera e ideal para abrirse paso entre las banquisas polares. Su espacio de carga, sin embargo, fue demasiado limitado para contener las aeronaves que iban a sobrevolar el Polo Sur. Por otro lado, la Eleanor Bolling contaba con dos extensas zonas de carga con una capacidad combinada de 800 toneladas, pero era poco adecuada para una misión de estas características. Tanto es así que el mismo Byrd admitiría en una entrevista que nunca se habría fijado en ella si no por su acomodado precio. Aunque la estructura del navío fue reforzada en los astilleros Todd (Inglaterra) para aguantarse mejor en las aguas polares, los múltiples incidentes debidos a sus características le ganaron el apodo de Evermore Rolling por parte de la tripulación.

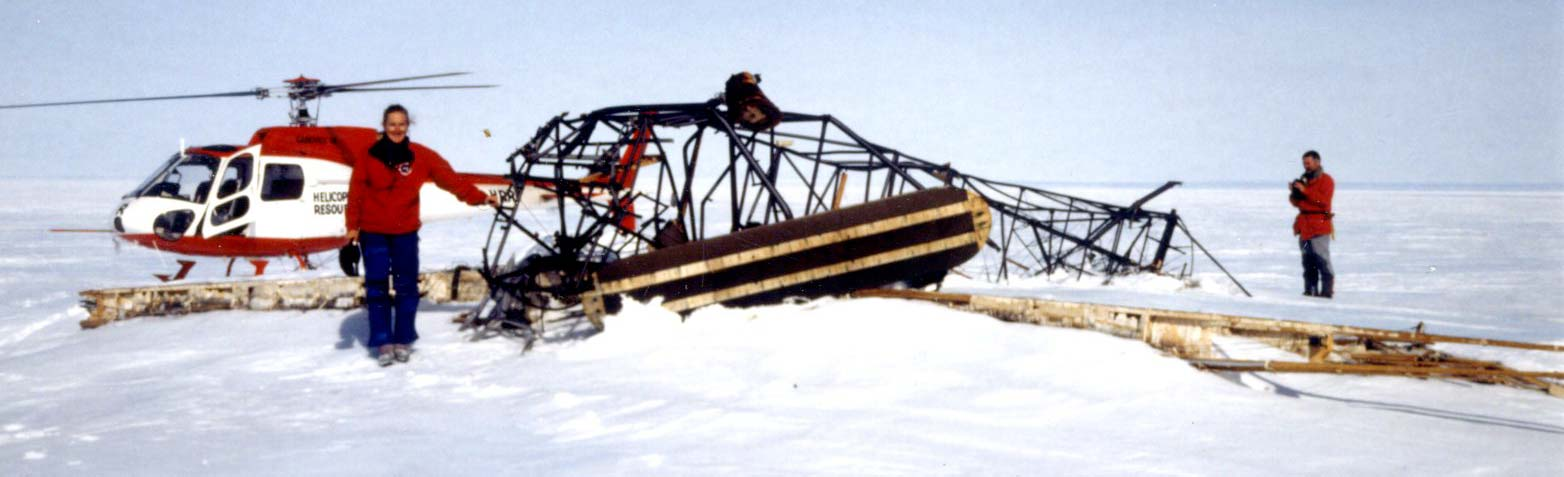
Restos del Virginia (monoplano usado en la expedición), cordillera Rockefeller, 1993

### Aeronaves
- Floyd Bennett: Un Ford Trimotor («Tin Goose») pilotado por Dean Smith, bautizado con el nombre del aviador y compañero de Byrd en sus anteriores expediciones, Floyd Bennett, quien había fallecido poco antes de la misión antártica.[1]
- Stars And Stripes: Un recién estrenado Fairchild FC-2 (construido el mismo año, 1928), actualmente propiedad del Museo Nacional del Aire y el Espacio.
- Virginia: Un monoplano de Fokker Universal, bautizado con el nombre del estado natal de Byrd.